# Казлук
Ка́злук — посёлок в Усть-Вымском районе Республики Коми Россиb. Входит в состав муниципального образования сельского поселения Межег.

## Название
Исторические варианты: Хуслух, Хослук.

## География
Посёлок расположен при впадении реки Чернокурки в Вычегду, к северо-западу от центра сельского поселения — села Межег.

## Население
Численность населения составляет 342 человека (2019).

## Инфраструктура
На территории посёлка располагаются: администрация сельского поселения Межег, крупный завод по переработке леса и производству деталей деревянного домостроения, пять магазинов, школа, детский сад, гостиница, структурное подразделение Сбербанка России, отделение Почты России, фельдшерский пункт. Начато строительство православного храма. Однако, вследствие отсутствия финансирования, строительство храма приостановлено.

## Экономика
Лесозавод в посёлке Казлук входит в перечень основных предприятий Республики Коми.